# St. Martin (Fischbachau)

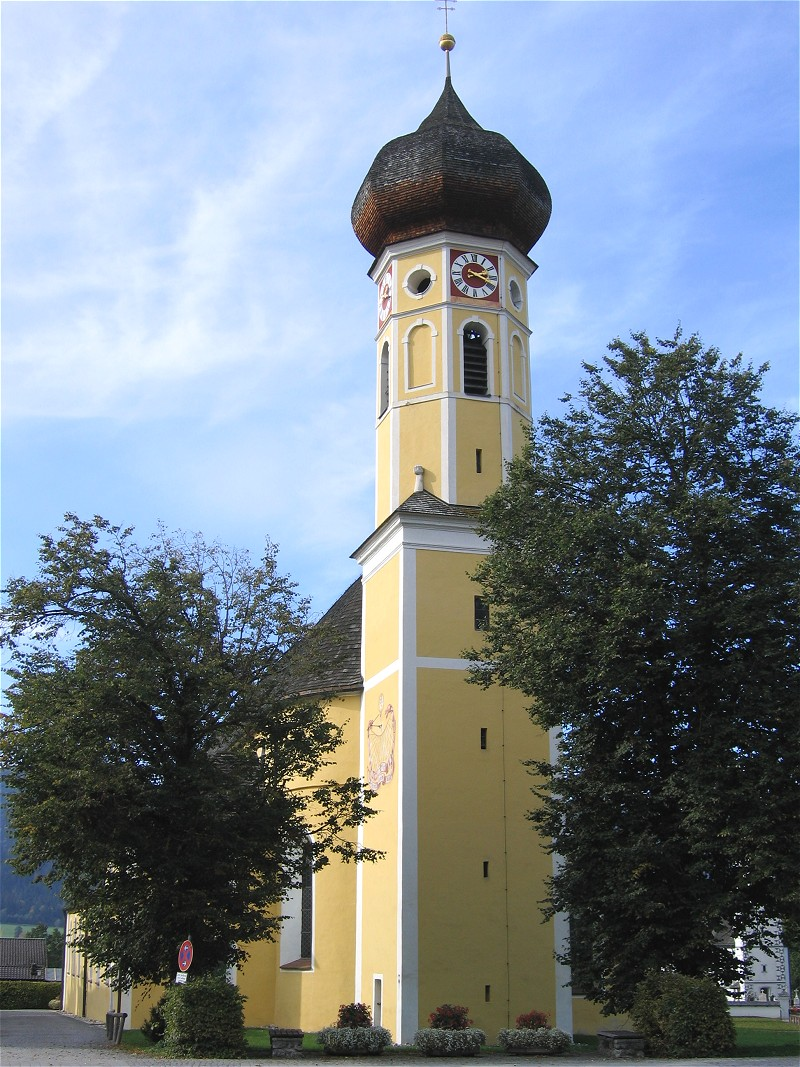
Pfarrkirche St. Martin

Die katholische Pfarrkirche St. Martin (Martinsmünster) in Fischbachau wurde 1492 nach einem Brand neu erbaut. Die Vorgängerkirche wurde von 1096 bis 1110 als Klosterkirche eines Benediktinerklosters errichtet.

## Geschichte

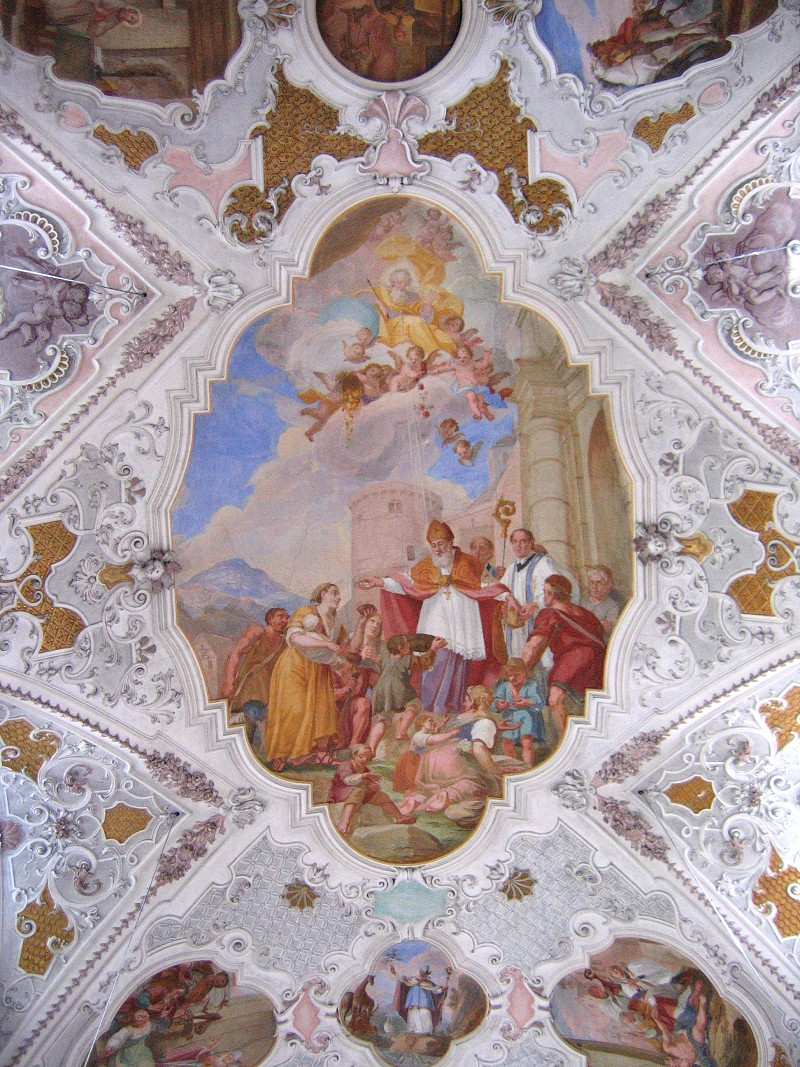
Teil der Decke

Das Kloster war ursprünglich um 1080 von Haziga von Diessen in Bayrischzell gegründet worden, zog dann 1085 nach Fischbachau um und 1104 auf den Petersberg bei Erdweg bei Dachau, bis es schließlich 1119 in Scheyern eine feste Bleibe fand. Die Fischbachauer Klosterkirche wurde während der relativ kurzen Zeit des Klosters dort errichtet.
Die Vorgängerkirche brannte zusammen mit den übrigen Klostergebäuden 1492 ab, wurde jedoch wieder aufgebaut. Die Kirche wurde ab 1628 barockisiert, wobei man zunächst an Stelle einer Seitenabside eine Sakristei anbaute. Um 1700 erhöhte man unter der Leitung von Johann Mayr d. Ä. die Hauptapsis, erbaute einen Turm östlich der Apsis und vergrößerte die Fenster. Ab 1733 erfolgte eine umfassende Umgestaltung mit dem Einbau einer Holztonne und der Ummantelung der Pfeiler. Um 1765 ergänzte man die Ausstattung.

## Ausstattung

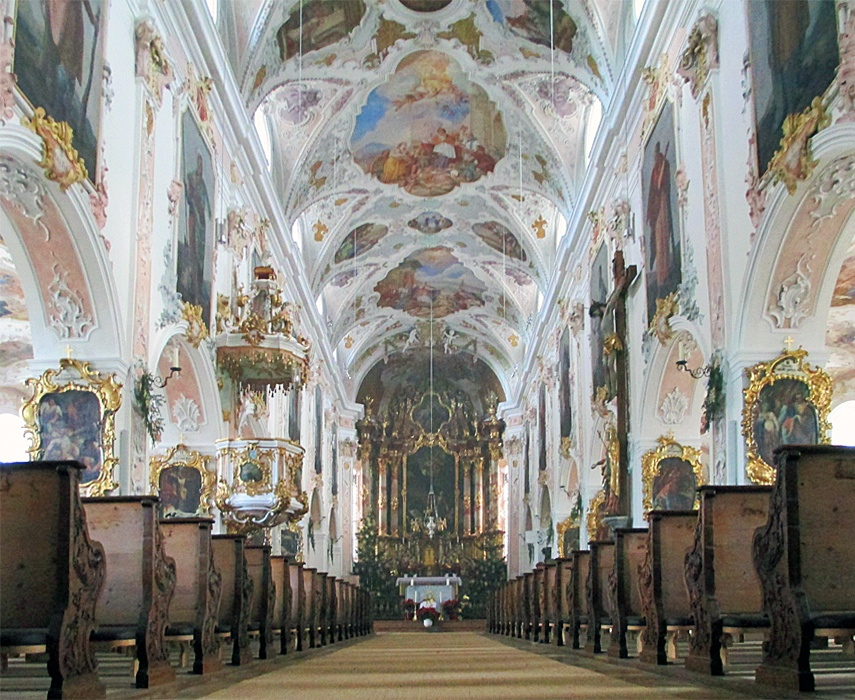
Inneres des Martinsmünsters

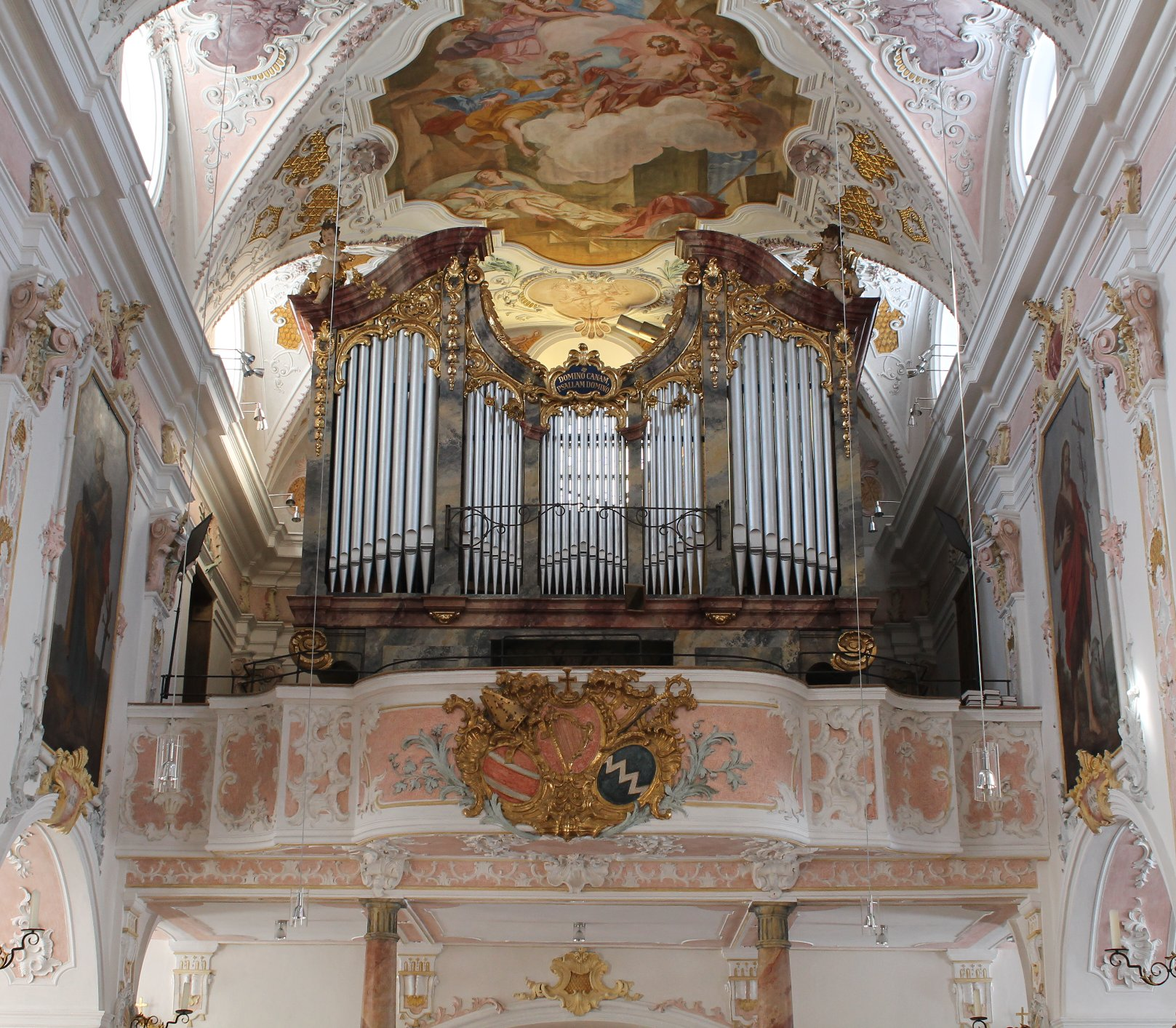
Orgel

Die Stuckierung der Kirche stammt aus mehreren Entwicklungsphasen:
Bereits 1692 entstanden gegossene Apostelkreuze von Leonhard Mayr, um 1737/38 der Stuck des Mittelschiffs mit Bandelwerk etc., etwa gleichzeitig derjenige der Seitenschiffe in etwas anderer Art, 1765 wurde ergänzender Rocaille-Stuck hinzugefügt.
Insgesamt 73 Fresken wurden um 1737/38 durch den Ingolstädter Melchior Puchner geschaffen, im Hauptschiff Szenen aus dem Leben des heiligen Martin.
Der Hochaltar im Stil des Rokoko wurde um 1765 gestaltet. Er hat sechs Säulen, auf dem Altarblatt des Freisinger Hofmalers Johann Baptist Deyrer ist die Klosterstifterin Haziga abgebildet. Die Stuck-Kanzel mit Ölgemälden von Sebastian Troger stammt aus derselben Bauphase. Teile der weiteren Ausstattung wie der südliche Seitenaltar stammen von 1735, ansonsten meist aus der Zeit um 1765. Ein Taufstein aus Rotmarmor blieb aus der spätgotischen Ausstattung erhalten.
Ab dem Jahr 2006 wurde die Kirche unter der Leitung von Christiane Hüpping (Erzbischöfliches Ordinariat) saniert und wiederhergestellt. Die Deutsche Stiftung Denkmalschutz hat die Arbeiten finanziell unterstützt.

## Orgel
Die Orgel wurde 1920 von Leopold Nenninger gebaut. Sie hat Kegelladen und 26 Register auf zwei Manualen und Pedal. In den 1990er Jahren baute sie Anton Staller von pneumatischer auf elektrische Traktur um. Die Disposition lautet:
| I Hauptwerk   |       |
| Principal     | 8′    |
| Gedackt       | 8′    |
| Gamba         | 8′    |
| Dolce         | 8′    |
| Flaut amabile | 8′    |
| Traversflöte  | 4′    |
| Oktav         | 4′    |
| Mixtur        | 2 ⁄3′ |

| II Schwellwerk    |        |
| Stillgedeckt      | 8′     |
| Aeoline           | 8′     |
| Vox coelestis     | 8′     |
| Soloflöte         | 8′     |
| Quintatön         | 8′     |
| Geigenprincipal   | 8′     |
| Gemshorn          | 4′     |
| Kleinprincipal    | 4′     |
| Harmonia aetherea | 2 ⁄3′  |
| Nasardquint       | 2 ⁄3′  |
| Flautino          | 2′     |
| Terzflöte         | 1 3⁄5′ |
| Oboe              | 8′     |

| Pedal    |     |
| Subbaß   | 16′ |
| Zartbaß  | 16′ |
| Violon   | 16′ |
| Cello    | 8′  |
| Oktavbaß | 8′  |

- Koppeln: II/I, II/P, I/P, Supercoppel in II, Supercoppel II/P, Supercoppel II/I, Subcoppel II/I
- Spielhilfen: 2 Freie Kombinationen, Crescendo-Walze, Schwelltritt für II
- Bemerkungen: Kegellade, elektrische Spiel- und Registertraktur